# Druhá třicetiletá válka
Druhá třicetiletá válka je souhrnné označení pro období let 1914–1945 s odkazem na pojmenování konfliktů v letech 1618–1648 jako „třicetiletá válka“.
Moderní „třicetiletá válka“ popisuje neklidné období první poloviny 20. století, kdy se odehrály velké válečné konflikty jako první světová válka (1914–1918), ruská občanská válka (1917–1922), ukrajinsko-sovětská válka (1917–1921), polsko-sovětská válka (1919–1921), turecká válka za nezávislost (1919–1922), čínská občanská válka (1927–1949), druhá italsko-etiopská válka (1935–1936), španělská občanská válka (1936–1939), druhá čínsko-japonská válka (1937–1945) a druhá světová válka (1939–1945). V Evropě je stejné období nazýváno také širším pojmem „evropská občanská válka“ – i pod vlivem dalších občanských, pracovních a koloniálních konfliktů. Stejně ani třicetiletá válka nebyl souvislý válečný konflikt, ale období několika různých (a různě motivovaných) válečných konfliktů v různých oblastech (česko-falcká válka, dánská válka, švédská válka, švédsko-francouzská válka), které později historikové v rámci periodizace dějin vyhodnotili jako konflikt jediný.
Jádrem mnoha konfliktů byly problémy okolo Německa, vzestup nových ideologií – komunismu, fašismu a nacismu. Příčiny druhé světové války jsou spatřovány v následcích první světové války a nedokonale fungujícímu Versailleskému systému. Někteří historici však namítají, že kořeny druhé světové války leží spíš v následcích velké hospodářské krize.
Pojem poprvé použil tehdejší francouzský expremiér a pozdější prezident Charles de Gaulle v roce 1946 během projevu v Bar-le-Duc, kdy označil první i druhou světovou válku za jeden konflikt a meziválečné období za přechodný klid zbraní. Pojem dále rozšířil britský premiér Winston Churchill v roce 1948.